# Falling in Love (1935)
Falling in Love é uma comédia cinematográfica britânica de 1935 dirigida por Monty Banks e estrelada por Charles Farrell, Mary Lawson, Diana Napier e Gregory Ratoff. O filme foi rodado no Walton Studios. Foi lançado nos Estados Unidos no ano seguinte sob o título alternativo Trouble Ahead.

## Sinopse
O empresário de uma estrela de cinema americana luta para lidar com seu comportamento.

## Elenco
- Charles Farrell como Howard Elliott
- Mary Lawson como Ann Brent
- Gregory Ratoff como Oscar Marks
- H.F. Maltby como Cummins
- Diana Napier como Gertie
- Cathleen Nesbitt como Mãe
- Patrick Aherne como Dick Turner
- Margot Grahame como June Desmond
- Sally Stewart como Winnie
- Monty Banks como Cineasta
- Marion Harris como Cantora de Café
- Pat Fitzpatrick como Jackie
- Carroll Gibbons e Sua Orquestra como Eles Mesmos
- Eliot Makeham como Zelador
- Miles Malleson como Papel Secundário
- Wally Patch como Barqueiro